# Фродо (имя)
Фродо — латинизированная форма (лат. Frodo, Frotho, в сканд. лат. *Froþo) мужского имени в Северной Европе, восходящего к древнеисландской и древненорвежской (западный диалект Old Norse) форме Fróði.
Значение: от древнегерманской морфемы «frōd» = «мудр» к исл. fróðr — умный, учёный, мудрый.
Именины (в Норвегии): 18 февраля.
Женская форма имени: отсутствует, за исключением Фарерских островов (♂ Fróðar ↔ ♀ Fróða).
На конец 2008 года имя носили: в Норвегии (в написании Frode) — 11 384, в Дании — 1 413 и в Швеции — 307 человек.
По данным за 2009 год в Норвегии из 11 350 носителей имени Frode для 9 832 оно было единственным, для остальных — использовалось в сочетании с другим именем.. Пик частоты использования пришёлся на 1975 год (1,3 %).

## Известные носители
- Фродо I (др.-сканд. Frōði) — легендарный конунг, взявший хитростью в земле кривичей город Полоцк
- Фродо III — имя легендарного датского короля.
- Фродо Бэггинс (англ. Frodo Baggins) — хоббит, персонаж романа Джона Р. Р. Толкина «Властелин Колец».